# 鲢属
鰱屬（Hypophthalmichthys）是鯉科下的一個屬，下含三個種。其名稱Hypophthalmichthys來自希臘語ὑπό（下）、ὀφθαλμός（眼睛）和ἰχθῦς（魚），意即“眼睛在下的魚”，因為鰱魚的眼睛確實在嘴巴所處水平線之下。
鰱屬的魚也被稱作大頭魚，不過具體來說它應該是指鰱屬下的鱅魚。

## 種
該屬下的種包括：
- 大鱗鰱（Hypophthalmichthys harmandi Sauvage, 1884）
- 鰱魚（Hypophthalmichthys molitrix (Valenciennes, 1844)）
- 鱅魚（Hypophthalmichthys nobilis (J. Richardson, 1845)）